# Rosa 'Brother Cadfael'
'Brother Cadfael' ('AUSglobe' es el nombre del obtentor registrado), es un cultivar de rosa que fue conseguido en Reino Unido en 1990 por el rosalista británico David Austin.

## Descripción
'Brother Cadfael' es una rosa moderna cultivar del grupo « English Rose Collection ».
El cultivar procede del cruce de 'Charles Austin' x planta de semillero.
Las formas arbustivas del cultivar sin espinas (o así) tienen porte erguido que alcanza más de 105 a 245 cm de alto con 150 cm de ancho. Las hojas son de color verde oscuro semi brillantes de tamaño medio.
Sus delicadas flores de color rosa. Fragancia fuerte, de rosas antiguas. Flor con 45 pétalos. El diámetro medio de 5". Rosa grandes, muy completas (41 + pétalos), en forma de copa, reflexos, forma flor con volantes.
Florece de una forma prolífica, floración en oleadas a lo largo de la temporada.

## Origen
El cultivar fue desarrollado en Reino Unido por el prolífico rosalista británico David Austin en 1990. 'Brother Cadfael' es una rosa híbrida con ascendentes parentales de cruce de 'Charles Austin' x planta de semillero.
El obtentor fue registrado bajo el nombre cultivar de 'AUSglobe' por David Austin en 1990 y se le dio el nombre comercial de exhibición 'Brother Cadfael'™.
También se le reconoce por el sinónimo de 'AUSglobe'.
- La rosa fue conseguida antes de 1990 e introducida en el Reino Unido por David Austin Roses Limited (UK) en 1990 como 'Brother Cadfael'.[1]
- La rosa 'Brother Cadfael' fue introducida en Estados Unidos con la patente "United States - Patent No: PP 8,681  on  12 Apr 1994/Application  on  30 Sep 1992".[1]

## Cultivo
Aunque las plantas están generalmente libres de enfermedades, es posible que sufran de punto negro en climas más húmedos o en situaciones donde la circulación de aire es limitada. Es susceptible al mildiu.
Se desarrollan mejor a pleno sol. En América del Norte son capaces de ser cultivadas en USDA Hardiness Zones 5b a 10b. La resistencia y la popularidad de la variedad han visto generalizado su uso en cultivos en todo el mundo.
Puede ser utilizado para las flores cortadas, jardín o portador guía. Vigorosa. En la poda de Primavera es conveniente retirar las cañas viejas y madera muerta o enferma y recortar cañas que se cruzan. En climas más cálidos, recortar las cañas que quedan en alrededor de un tercio. En las zonas más frías, probablemente hay que podar un poco más que eso. Requiere protección contra la congelación de las heladas invernales.

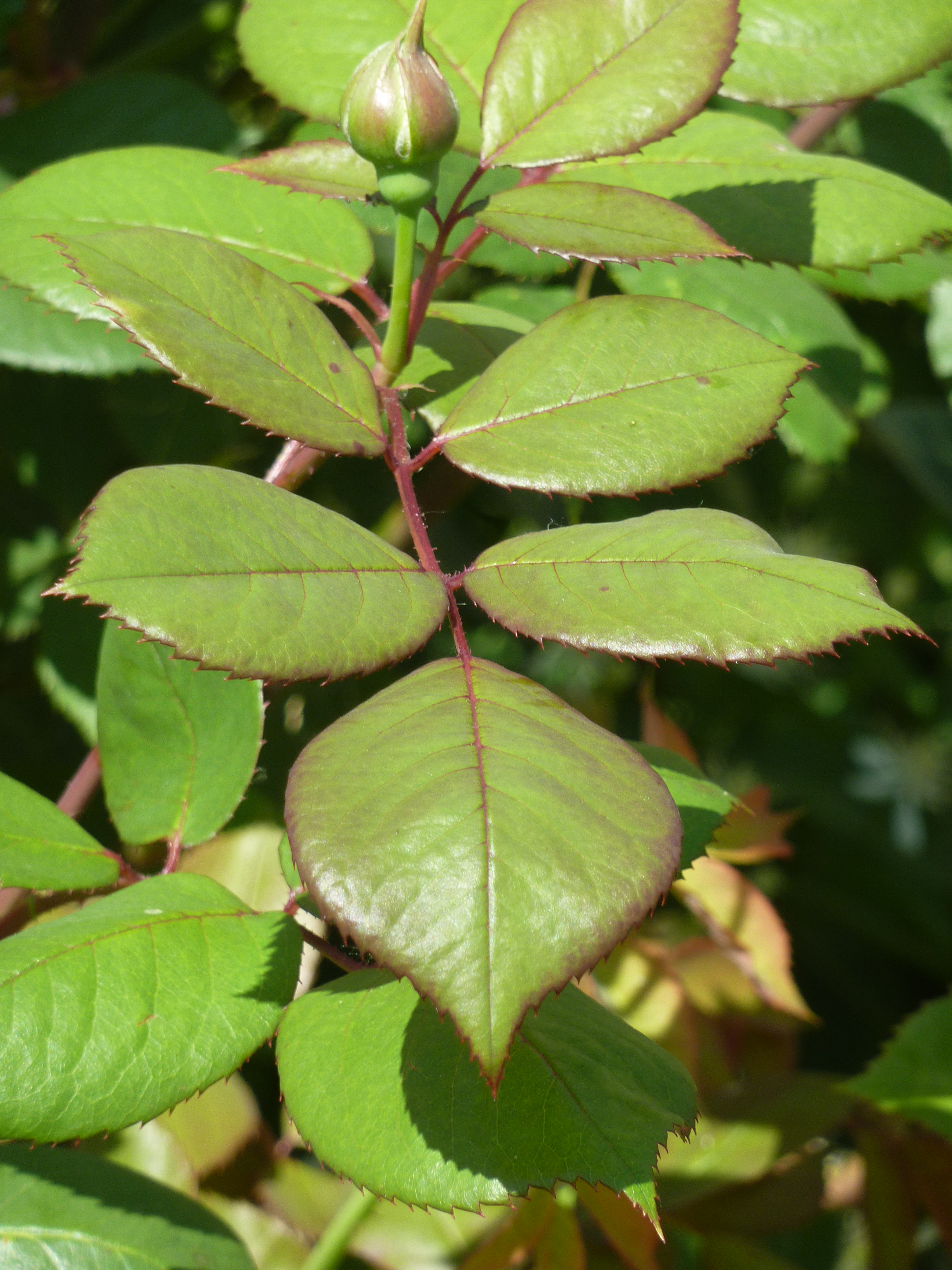
La hoja de la Rosa 'Brother Cadfael'
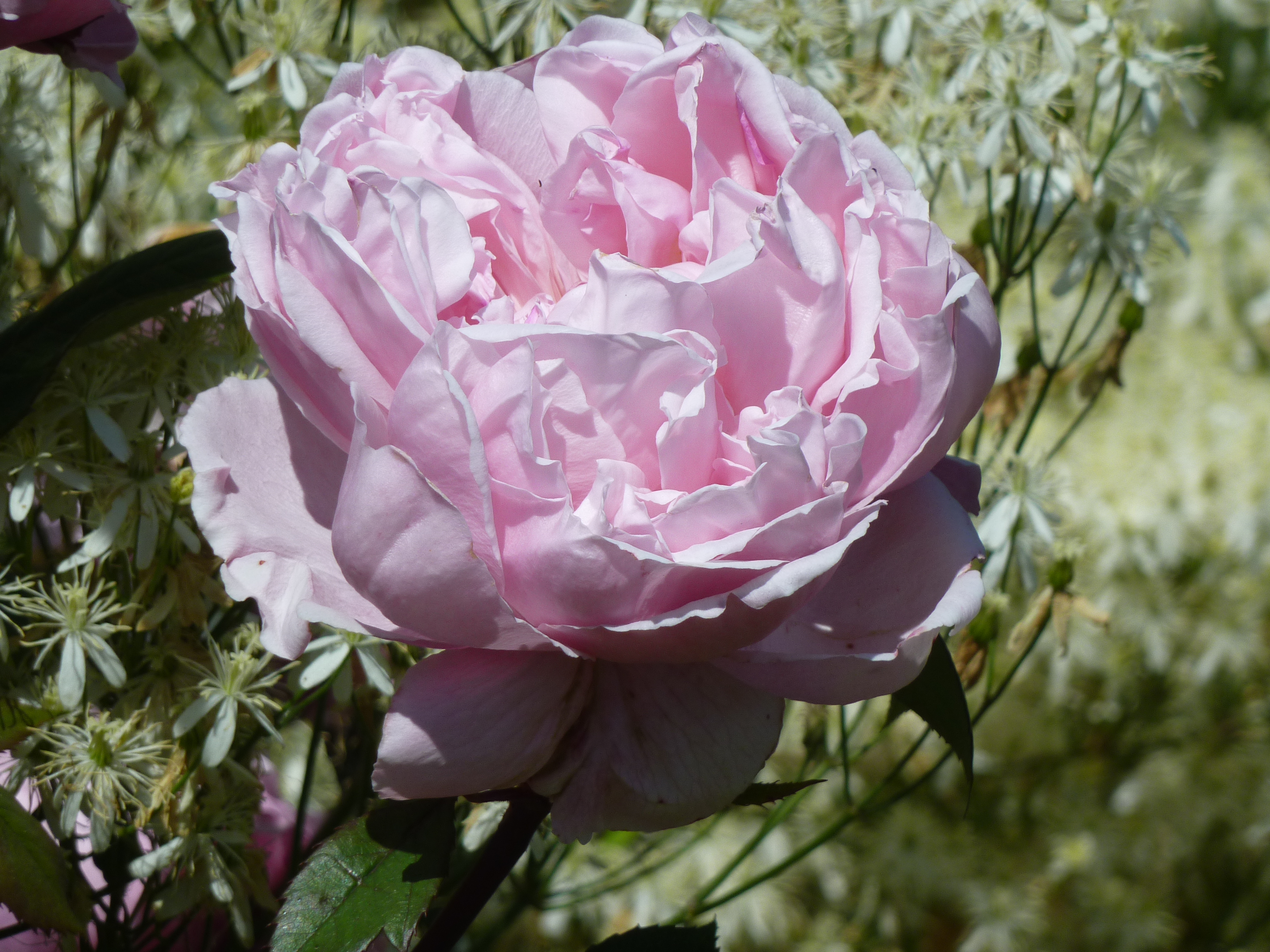
Rosa 'Brother Cadfael'en el Jardín  Botánico de la Universidad de Cambridge